# العنازه
العنازة (به عربی: العنازة) یک منطقهٔ مسکونی در سوریه است که در شهرستان بانیاس واقع شده‌است.

## خصوصیات
العنازة ۳٬۳۵۷ نفر جمعیت دارد.